# 詹姆士·麥克格拉斯
詹姆士·麥克格拉斯（James McGrath，1974年5月14日—）是一位澳洲政治人物。他的黨籍是昆士蘭自由國家黨。

## 生平
自2014年開始，他是代表昆士蘭州的澳大利亞參議院議員之一。他畢業於格里菲斯大學。